# Râul Ciuruleasa
Râul Ciuruleasa este un curs de apă, afluent al râului Cernița.